# Mortal Kombat II
Mortal Kombat II (comúnmente abreviado como MKII) es un videojuego competitivo del género de lucha y peleas, inicialmente producido por los estudios Midway Games para las máquinas arcades durante el año 1993 y luego exportado a múltiples sistemas caseros, incluyendo computadoras o videoconsolas como Mega Drive. El juego forma parte de la llamada «Kolección Arcade» junto al juego original y Ultimate Mortal Kombat 3, dicha colección ha sido juntada para formar juegos como Mortal Kombat Trilogy o Arcade Kollection.
A pesar de que su predecesor fue un gran éxito, el equipo del juego buscaba más fluidez en la secuela, mejorando así la jugabilidad y la ampliación de los mitos establecidos en el juego pasado, en particular la introducción de los múltiples remates y la inducción de varios personajes icónicos, como Kitana, Kung Lao, Baraka, la introducción del jefe final precedente Shang Tsung y el jefe final Shao Kahn hicieron a este juego mejor que el original, y no totalmente por la nueva jugabilidad.
Su trama se establece poco después de los sucesos del primer videojuego, además se establece un final canónico para el mismo, Liu Kang derrotó al hechicero Shang Tsung y liberó a la Tierra de ser sometida por Shao Kahn, aunque este último sigue buscando la dominación de la Tierra así que los atrae a su mundo para desarrollar un segundo torneo a lo cual los guerreros de la Tierra guiados por Raiden, no pueden negarse a participar ya que el no hacerlo, permitirá que el emperador del Outworld pueda dominar al Reino de la Tierra.
El videojuego fue un éxito comercial sin precedentes y en general era aclamado por la crítica especializada, recibiendo muchos premios anuales y fue presentado en varias listas Top, a pesar de sus elogios, recibió múltiples controversias por la violencia extrema que presentaba, al igual que su predecesor, aunque sería censurado en la Super Famicom solo en Japón cambiando de color la sangre de rojo a verde y los fatalities en blanco y negro.

## Modo de juego
El modo de juego del sistema de Mortal Kombat II es una versión mejorada a la primera Mortal Kombat. Hay varios cambios en movimientos estándar: se añadieron puñetazos con armas y patadas giratorias, la patada se hizo más potente (siendo un poco menos potentes que el uppercut [que te reducía una buena parte de la barra de salud]), y es más fácil un ataque combinado debido a la reducción de los tiempos de recuperación para los ataques. Los personajes que regresan también ganaron nuevos movimientos especiales, incluyendo algunos en el aire y el juego se juega casi dos veces más rápido que el original. Sin embargo, todos los personajes en el juego todavía comparten atributos genéricos (tales como la velocidad, la potencia y la altura del salto) y todos los movimientos normales también son los mismos entre cada personaje.
Al igual que su predecesor, los combates se dividen en rondas, las cuales terminan cuando la barra de salud del oponente es reducida totalmente, el primer jugador en ganar dos rondas obtiene la victoria, posteriormente aparece en la pantalla «Finish Him!» (¡Termínalo!) y se le da al jugador cinco segundos para realizar una combinación de botones específica y así rematar al oponente ya sea con un Fatality o alguno de los otros dos movimientos finales disponibles. A diferencia de la primera entrega aquí no está el minijuego, Test Your Might (Pon a prueba tu fuerza), que consiste en destruir ya sea una tabla o un bloque de metal, si se completa adecuadamente se obtendrán puntos de bonificación.
Los remates incluyen el Fatality, movimiento que consiste en la destrucción total o parcial del cuerpo del oponente, estos son unos de los movimientos más polémicos de la serie, debido a su extrema violencia, los diseñadores ya sabían que iba a volver la controversia que hubo en el primer juego e incluyeron otros dos movimientos finales menos violentos, el Babality que es cuando se transforma al rival en un bebé o el Friendship en el que haces un pacto de alianza con el oponente. Los Stage Fatalities (una Fatality en la que se usa un elemento del escenario para matar al oponente) también han sido modificados. Ahora en lugar de una secuencia única para todos los peleadores, cada personaje tiene su propia secuencia.

## Argumento
Shao Kahn siempre ha querido conquistar el Reino de la tierra (Earthrealm) y fusionarlo con su propio reino, el Mundo Exterior (Outworld), pero debido a la gran superioridad de su ejército contra los de la Tierra, los dioses antiguos le dieron a los habitantes de la Tierra y sus héroes una oportunidad de defenderse, el Mortal Kombat (Kombate mortal en español), un torneo en el cual el ganador decidía el destino de la Tierra, en el último torneo Shang Tsung (representante del Outworld) fracasa ante Liu Kang, tras esto Shao Kahn lleno de rabia por la derrota de su equipo manda a asesinar a Tsung, este último le pide piedad y una alternativa para conquistar la Tierra, si atraían a los terrestres al Outworld y ellos estaban de acuerdo en hacer un segundo torneo podía hacerse, así que Kahn rejuvenece a Tsung y lo pone a cargo de dicha tarea, más tarde en Mortal Kombat 9 se revela que Tsung logró atraer a los guerreros por medio de extorsión.

## Personajes

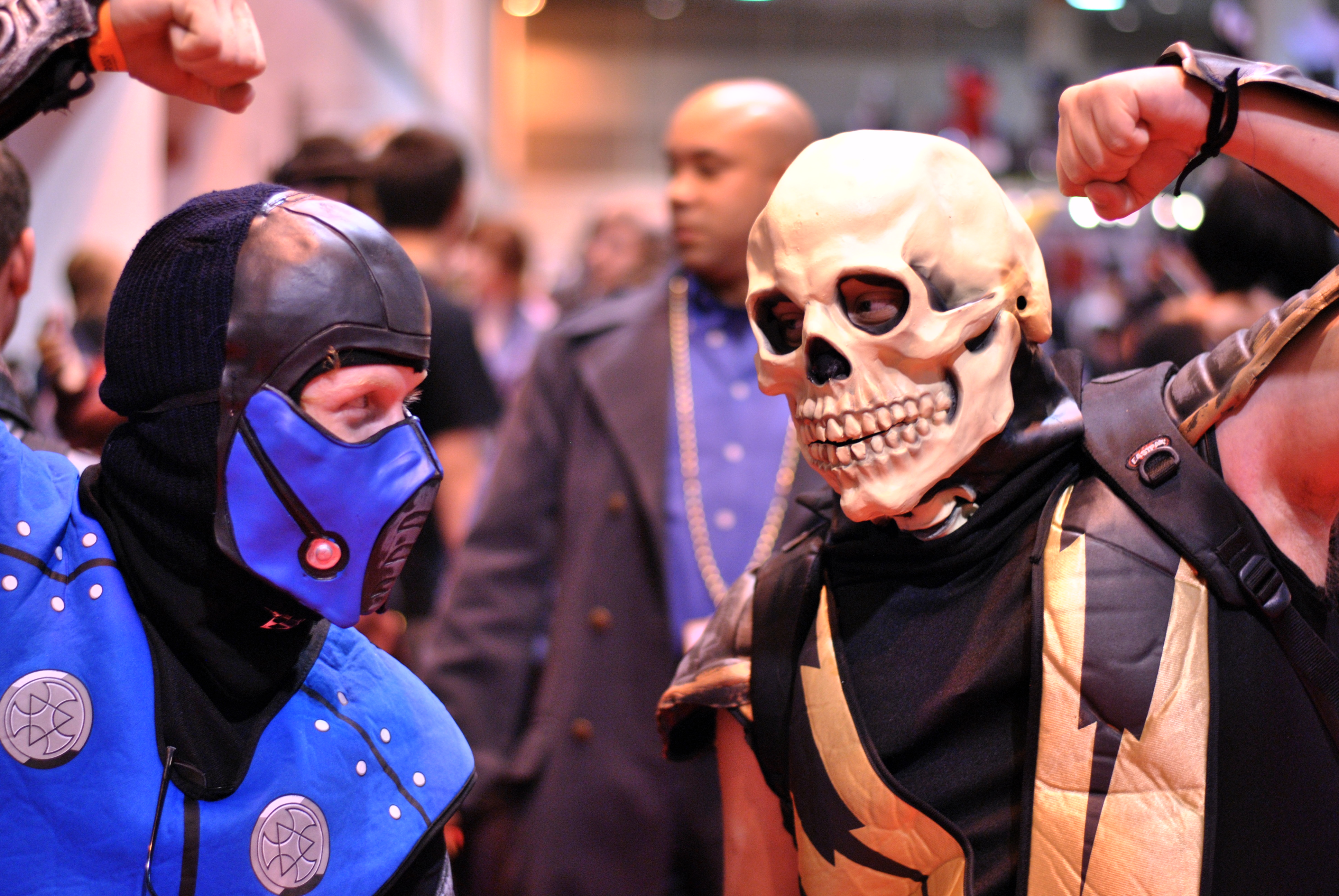
Cosplays de Sub Zero (izquierda) y Scorpion [sin máscara] (derecha), conocidos como los personajes más populares de la franquicia

Todos los personajes que estuvieron en la entrega anterior vuelven en este juego, a excepción de Sonya Blade y Kano, aunque tienen un cameo en el Coliseo de Shao Kahn. Al igual que en el primer videojuego se usa la imagen de una persona real para digitalizarla en el videojuego (sprites).

### Jugables
Personajes que regresan
- Johnny Cage (imagen por Daniel Pesina[10]): Un actor de Hollywood que posee habilidades que nadie más tiene y acompaña a Liu Kang en su viaje.[11]
- Liu Kang (imagen por Ho Sung Pak[10]): Monje Shaolin, y ganador del torneo Mortal Kombat que viaja al Outworld para proteger a la Tierra.[11]
- Raiden (imagen por Carlos Pesina[10]): Es el Dios del Trueno, que guía a Liu Kang y los demás combatientes de la Tierra en su viaje al torneo de Mortal Kombat.[11]
- Reptile (imagen por Daniel Pesina): Guardaespaldas de Shang Tsung y último miembro de la raza Saurian. En este juego empieza a usar sus propias habilidades.
- Scorpion (imagen por Daniel Pesina[10]): Un demonio del Infierno, para cubrir su verdadera cara usa una máscara de ninja y regresa al torneo para asesinar al nuevo Sub-Zero.[11]
- Shang Tsung (imagen por el Dr. Philip Ahn[10]): Un hechicero que sirve a Shao Kahn; de él fue la idea de hacer el segundo torneo y si quiere conservar su vida, su plan tiene que ser cumplido a la perfección.
- Sub-Zero (imagen por Daniel Pesina[10]): Cuando Bi-Han (el Sub-Zero original) es asesinado por Scorpion en el primer torneo, su hermano Kuai Liang toma el papel de Sub-Zero y se aventura al Outworld para asesinar a Scorpion y vengar a su hermano.

Nuevos
- Baraka (imagen por Richard Divizio[10]): Líder de una raza nómada llamada Tarkatan. Principal guerrero de las fuerzas de choque del Outworld.
- Jax Briggs (imagen por John Parrish): Mayor de las Fuerzas Especiales, que entra al torneo para rescatar a su subordinada Sonya Blade, y tratar de arrestar al peligroso criminal Kano.
- Kitana (imagen por Katalin Zamiar[10]): Una ninja femenina, princesa del reino Edenia e hija adoptiva de Shao Kahn. Trabaja como sicaria para su padre.
- Kung Lao (imagen por Anthony Marquez[10]): Monje Shaolin, maestro y gran amigo de Liu Kang y Raiden. Descendiente de su homónimo, derrotado hace 5 siglos por el Príncipe Goro.
- Mileena (imagen por Katalin Zamiar[10]): Una de las creaciones de Shang Tsung quien usó a Kitana y sangre Tarkata para crearla, por esto es conocida como su hermana gemela.

### Jefes

#### Subjefe
- Kintaro (stop-motion): Guardaespaldas de Shao Kahn y subjefe del juego. Al igual que Goro, pertenece a la raza Shokan, pero Kintaro desciende del linaje Tigrar (por eso su cuerpo presenta detalles de tigre), a diferencia del Príncipe, descendiente de la estirpe Drako.

#### Jefe final
- Shao Kahn (imagen por Brian Glynn, voz de Steve Ritchie[10]): El malvado emperador del Outworld que busca conquistar a la Tierra para anexarla a su reino, como ha pasado con otros reinos (como Edenia). Es extremadamente poderoso y engreído, a tal punto de insultar y humillar a sus rivales.

### Personajes Secretos
- Jade (Imagen por Katalin Zamiar): Es una guerrera edeniana y la guardaespaldas y amiga de la Princesa Kitana, con la cual comparte varios de sus ataques. Tiene la particularidad de no ser dañada por los proyectiles.

- Smoke (Imagen por Daniel Pesina): Un ninja Lin Kuei y mejor amigo del segundo Sub-Zero (Kuai Liang). Fue enviado para proteger a su amigo. De su cuerpo emana una humareda constante. Comparte los poderes de Scorpion.

- Noob Saibot (Imagen por Daniel Pesina): Un misterioso guerrero completamente oscuro el cual observa los actos desde las sombras para informar a sus líderes. En juegos posteriores se revela que es el Sub-Zero original (Bi-Han) convertido en un espectro, el cual trabaja para la Hermandad de las Sombras. Comparte los poderes de Scorpion. Cuando gana, Shao Kahn lo anuncia como "Feel the power of Toasty!!" (Siente el poder del Tostadito!!, siendo Dan Forden quien pronuncia la última palabra).

Los tres pueden aparecer aleatoriamente en el inicio de algunos combates dando pistas de como enfrentarse a ellos, al igual que Reptile en el primer Mortal Kombat.

## Escenarios
- La Torre Maligna (Evil Tower): Está en la cima del castillo de Shao Kahn, un lugar con una ventana característica donde se aprecian las nubes con paredes rústicas, y dos Sacerdotes Sombra (Shadow Priests) vigilando el desarrollo del Kombate.

- La Tumba (Kombat Tomb): Es uno de los miradores del castillo de Shao Kahn, en el cual se observa el cielo sulfuroso y las bestias que lo surcan. El balcón está adornado con motivos de dragones. En este escenario se puede realizar un Stage Fatality, en donde el ganador impala a su oponente en las púas que sobresalen del techo, con un uppercut. La víctima puede quedar empalada o caer al piso mediante un truco (Dan Forden gritará "Toasty!" si ocurre esto último).

- Los Páramos (Wastelands): Es un lugar cercano al Castillo, en donde el cielo se torna violeta y se aprecia una montaña (probablemente la del Battleplan) de fondo. Se ve una construcción en llamas y numerosos cuerpos empalados, todos tras unas rejas.

- El Bosque Viviente (The Living Forest): Lugar conocido por los habitantes del Outworld, quienes lo evitan o usan para atraer a sus víctimas. Los árboles poseen vida propia, ríen y tienden a devorarse a los infortunados que se pierden en el follaje, apareciendo varios sujetos enredados en sus ramas o estrangulados. Las caras de los árboles fueron modeladas a partir del rostro de Ed Boon.

- La Piscina de la Muerte (The Dead Pool): Reducto en donde los infortunados encuentran una muerte tan cruenta, para luego ser usados en los experimentos de Shang Tsung. Los Kombatientes luchan en una pasarela suspendida en una gran piscina de ácido, y numerosos ganchos cuelgan del techo. Este escenario cuenta con un Stage Fatality, en donde el vencedor arroja de un uppercut a su víctima para que caiga en el ácido.

- El Portal (The Portal): Es el sitio de entrada y salida del Outworld, custodiado por los Sacerdotes Sombra. Un inmenso portal de energía naranja cercano a un patio. En este escenario el jugador puede activar la lucha contra el ninja Smoke.

- El Foso II (The Pit II): Similar a su homólogo del primer MK, el puente cuenta con más detalles sombríos en su diseño, y de fondo se puede ver un puente idéntico en donde se encuentran luchando Liu Kang (O según los fanes un personaje llamado "Hornbuckle") y un guerrero en llamas (quien más adelante sería el elemental Blaze). Cuenta con un Stage Fatality, en donde el vencedor hace caer a su víctima al fondo, impactando fuertemente contra el suelo.

- La Armería (The Armory): Aquí es donde las armas del ejército del Outworld son forjadas; hay metal fundido en la parte trasera del escenario que ha sido usado para crearlas. El logo de "Mortal Kombat" cuelga en el centro del cuarto. La armería forma parte, además, de la fortaleza de Shao Kahn.

- El Coliseo de Kahn (Kahn's Arena): Es el estadio en donde se desarrollan las peleas finales. Miles de personas se dan cita alentando a los Kombatientes. En el medio, Shao Kahn observa sentado en su trono, flanqueado por Kano y Sonya encadenados. Cuando es su turno de combatir, Kahn deja el trono y se pone en guardia.

- La Guarida de Goro (Goro's Lair): Este escenario regresa del primer juego. Aparece únicamente en las peleas secretas contra Jade, Smoke y Noob Saibot.

## Desarrollo
De acuerdo con Ed Boon, se quería hacer algo diferente a la primera secuela, pero no tuvieron tiempo de hacerlo. En 2012, Boon mencionó sus mejores recuerdos de Mortal Kombat, diciendo: «Cuando hicimos Mortal Kombat II, tuvimos un nuevo equipo y todo eso, pero fue divertido, porque cuando empezamos a trabajar en el juego, la manía, la histeria de las versiones caseras del primer juego estaba en nuestro alrededor. Estábamos tan ocupados trabajando en el próximo, que pasamos de 7 a 12 personajes y dos Fatalities por personaje». Tanto el tema y el estilo de arte de MKII se convirtió en un poco más oscuro, aunque se emplearon más colores que en el juego anterior. Una nueva característica es el uso de varias capas de scroll parallax en la versión arcade.
Para crear las animaciones de los personajes para el juego, los actores se colocaban en un fondo gris y realizaban movimientos o poses, tras, que fueron registrados en cintas de vídeo Hi8, que habían sido actualizados desde el desarrollo del primer título de la norma de calidad broadcast. La captura de vídeo a continuación material fue procesada en un ordenador, y el fondo fue retirado para crear los llamados sprites. Hacia el final del desarrollo del juego, se optó por utilizar en su lugar una pantalla azul de la técnica y se procesan las imágenes directamente en la computadora de un proceso similar, más simple. Los actores fueron rociados con un poco de agua para darles una apariencia reluciente. Varios personajes (es decir, Jade, Kitana, Mileena, Noob Saibot, Reptile, Scorpion, Smoke y Sub-Zero) se crearon mediante el intercambio de paleta técnica de sólo dos modelos básicos. Debido a las limitaciones técnicas, los trajes de los actores tenían que ser sencillos y no debían hacer movimientos acrobáticos tan difíciles. Debido a las limitaciones de memoria y el deseo del equipo de desarrollo para introducir más personajes nuevos, dos combatientes del original Mortal Kombat, Sonya Blade y Kano, quien Boon citó que eran los menos populares del MKI fueron quitados. En lugar de Sonya, se introdujeron dos nuevos personajes femeninos de Mileena y Kitana por lo que el juego podía competir mejor contra Street Fighter II y su personaje Chun Li. Otra luchadora planificada, llamada Kathy Long basada en una kickboxer real a la que John Tobias admiraba, iba a aparecer en el juego, pero no sucedió por falta de tiempo.
Al principio se quería hacer a Kintaro con la forma de un tigre gigante, pero se optó por hacer a un monstruo similar a Goro. Se tuvo cuidado durante el proceso de programación para dar al juego una «buena sensación», con Boon simulando elementos como la gravedad en el diseño del juego. Tobias señaló que la dependencia del juego anterior de hacer malabarismos con el oponente en el aire con golpes sucesivos fue un accidente, y se había endurecido en Mortal Kombat II. Toda la música fue compuesta, realizada, grabada y mezclada por Dan Forden, el «músico oficial de la serie».

## Contenido rumoreado
Cuando salió el videojuego también salieron muchos informes sobre contenido rumoreado, por ejemplo se decía que un personaje de nombre Red Robin se confirmó que se quería ingresar a un personaje llamado Emerald, e iba a ser una cuarta ninja, se puede suponer que su traje iba a ser de color verde, aunque con una apariencia diferente a la de Jade.
En el escenario llamado The Pit II se puede observar en la parte de atrás a un personaje en llamas, este personaje fue apodado como The Blaze, siendo presentado oficialmente como un personaje en Mortal Kombat: Deadly Alliance. Algo similar a lo que sucedió con la leyenda urbana de Ermac en el primer juego, se repite en este, el traje de Kitana se volvía de color rojo al igual que su pelo, se le apodó Skarlet, Ed Boon dijo que si Shao Kahn ganaba el premio al mejor personaje, ingresaría oficialmente a Skarlet en un juego, pero debido a que no ganó el premio no sucedió, más tarde fue ingresada como contenido de descarga en Mortal Kombat 9.

### Curiosidades
El nombre de Noob Saibot, un personaje secreto del juego, es la combinación de los apellidos de Ed Boon y John Tobias (creadores de la saga) a la inversa.